# Paul Zipser
Paul Viktor Louis Zipser (Heidelberg, 18 de febrero de 1994) es un jugador alemán de baloncesto. Mide 2,03 metros de altura y ocupa tanto la posición de Escolta como la de Alero. Actualmente forma parte de la plantilla del MLP Academics Heidelberg de la Basketball Bundesliga. Es internacional absoluto con Alemania.

## Trayectoria deportiva

### Alemania
Zipser formó parte de la selección alemana en el Campeonato Sub-16 de Europa de 2010 y el Campeonato de Europa Sub-18 en 2011 y 2012. En el Torneo Internacional Albert Schweitzer de 2012, formó parte del "All-Tournament-Team", después de que la selección alemana llegara a semifinales. Anteriormente, ya jugó en enero de 2012 el All-Star Game de la liga de baloncesto de secundaria (NBBL) donde fue galardonado como MVP de la Selección Sur. Desde 2010 jugó en la NBBL para el Basket-College Rhein-Neckar y también para el primer equipo del MLP Academics Heidelberg en la segunda liga alemana ProA. Su debut en la categoría absoluta profesional fue con 16 años en el día del comienzo de la ProA 2010/11, el 25 de septiembre de 2010 en la derrota contra el que es su actual equipo, el Bayern de Múnich. En la ProA 2011/12 ya pertenecía a la rotación normal de su equipo y fue utilizado en 22 partidos con un promedio de poco más de 20 minutos. Fue el mejor jugador joven del mes noviembre de 2011. El MLP Academics Heidelberg quedó 10, a tan solo una victoria de los play-offs.
A principios de la temporada 2012-2013, Zipser se lesionó en el tobillo y solo pudo jugar dos partidos en la temporada. En Heidelberg tuvo un promedio de 7.9 puntos hasta que en enero de 2013 fichó por cuatro años con el Bayern de Múnich de la máxima categoría alemana, la BBL. Incluso tuvo una breve aparición. Después de recuperarse de su lesión llegó a la siguiente temporada, la 2013-2014 con un promedio de cinco minutos de juego. Pero al final de la temporada se ganó la confianza del entrenador Svetislav Pešić, y dispuso de más minutos en la Eurocup. En los cuartos de final de la BBL, Zipser vuelve a caer lesionado y ya no pudo volver a jugar más esa temporada, en la que el Bayern volvió ganar un título de liga después de 59 años. El 21 de abril de 2015 se presentó Draft de la NBA de 2015 siendo uno de los primeros, pero se borró poco después.
En 2018 Zipser volvió a Europa con su fichaje por el San Pablo Burgos de la Liga Acb Española donde promedió 6,4 Puntos, y 0.9 rebotes por partido, en 18 partidos

### NBA
Fue elegido en la cuadragésimo octava posición del Draft de la NBA de 2016 por Chicago Bulls. El 15 de julio firmó contrato con la franquicia.

### Selección nacional
Después de competir con Alemania en las categorías inferiores, el 30 de julio jugó su primer partido con la selección absoluta. Va a participar en el Eurobasket 2015.

## Estadísticas de su carrera en la NBA

### Temporada regular
| Año     | Equipo  | PJ | PT | MPP  | %TC  | %3P  | %TL  | RPP | APP | ROB | TPP | PPP |
| ------- | ------- | -- | -- | ---- | ---- | ---- | ---- | --- | --- | --- | --- | --- |
| 2016-17 | Chicago | 44 | 18 | 19.2 | .398 | .333 | .775 | 2.8 | .8  | .3  | .4  | 5.5 |
| Total   | Total   | 44 | 18 | 19.2 | .398 | .333 | .775 | 2.8 | .8  | .3  | .4  | 5.5 |

### Playoffs
| Año   | Equipo  | PJ | PT | MPP  | %TC  | %3P  | %TL   | RPP | APP | ROB | TPP | PPP |
| ----- | ------- | -- | -- | ---- | ---- | ---- | ----- | --- | --- | --- | --- | --- |
| 2017  | Chicago | 6  | 0  | 22.7 | .455 | .375 | 1.000 | 3.5 | .5  | .2  | .2  | 7.3 |
| Total | Total   | 6  | 0  | 22.7 | .455 | .375 | 1.000 | 3.5 | .5  | .2  | .2  | 7.3 |